# قرار مجلس الأمن التابع للأمم المتحدة رقم 366
قرار مجلس الأمن التابع للأمم المتحدة رقم 366،  الذي أعتمد بالإجماع في 17 ديسمبر 1974، بعد قراراته السابقة وقرار الجمعية العامة 2145 الذي أنهى انتداب جنوب إفريقيا على ناميبيا. وكان مجلس الأمن قلقاً من استمرار احتلال جنوب إفريقيا للأراضي وقمعها الوحشي لشعبها.
أدان المجلس استمرار احتلال جنوب أفريقيا لناميبيا وتطبيقها غير القانوني للقوانين التمييزية لجنوب أفريقيا في ناميبيا وطالب جنوب أفريقيا بإصدار إعلان بأنها ستلتزم بالقانون الدولي. طالب القرار بأن تتخذ جنوب أفريقيا الخطوات اللازمة لتنفيذ الانسحاب وإطلاق سراح السجناء السياسيين من ناميبيا وكذلك إلغاء تطبيق القوانين والممارسات التمييزية عنصريًا.